# テルモプラズマ綱
テルモプラズマ綱（Thermoplasmata）は、古細菌ユーリ古細菌門に属す綱の一つ。典型的な例では好気好酸性のテルモプラズマなどが知られるが、メタン菌など様々な生物を含むと考えられており、ユリアーキオータ門としては非常に多様な栄養形態を示す綱である。
幾つかの未培養系統が知られており、海洋の有光層に存在するMarine Group IIは光合成型ロドプシンを持っている。メタン菌のメタノマッシリイコックスも以前はRice Claster IIIやメタノプラズマと呼ばれていた。
細胞壁を欠損する種が多く、容易に形態を変化させ細胞融合する。大規模な遺伝子水平伝播の形跡があり、古細菌型ヒストンやアクチンを持たず、代わりに細菌型のHUやMreBを持つ。

## 分類
- テルモプラズマ目/Thermoplasmatales
  - フェロプラズマ科/Ferroplasmaceae
  - ピクロフィルス科/Picrophilaceae
  - テルモプラズマ科/Thermoplasmaceae
  - クニクリプラズマ科/Cuniculiplasmataceae
- メタノマッシリイコックス目/Methanomassiliicoccales
  - メタノマッシリイコックス科/Methanomassiliicoccaceae（Methanomassiliicoccus luminyensis）
- 未培養系統
  - Marine Group II（光合成？）、DHVE I、DHVE II（"Aciduliprofundum boonei"）